# 穴師坐兵主神社
穴師坐兵主神社（あなしにますひょうずじんじゃ）は、奈良県桜井市にある神社である。式内社で、旧社格は県社。
元は穴師坐兵主神社（名神大社）、巻向坐若御魂神社（式内大社）、穴師大兵主神社（式内小社）の3社で、室町時代に合祀された。現鎮座地は穴師大兵主神社のあった場所である。

## 歴史
元の穴師坐兵主神社は、垂仁天皇2年に倭姫命が天皇の御膳の守護神として祀ったとも、景行天皇が八千矛神（大国主）を兵主大神として祀ったともいう。旧鎮座地は「弓月岳」であるが、比定地には竜王山・穴師山・巻向山の3つの説がある。祭神の「兵主神」は現在は中殿に祀られ、鏡を神体とする。神社側では兵主神は御食津神であるとしているが、他に天鈿女命、素盞嗚尊、天富貴命、建御名方命、大己貴神の分身の伊豆戈命、大倭大国魂神とする説がある。
巻向坐若御魂神社の祭神「若御魂神」は稲田姫命のことであるとされる。現在は右社に祀られ、勾玉と鈴を神体とする。元は巻向山中にあった。若御魂神については、和久産巣日神のことであるとする説もある。
上記の2社は、『正倉院文書』に天平2年（730年）に神祭を行った記録があり、貞観元年（859年）にそれぞれ正五位上（穴師坐兵主神社）、従五位上（巻向坐若御魂神社）の神階が授けられた。
穴師大兵主神社については鎮座年代は不詳である。祭神の「大兵主神」は現在は左社に祀られ、剣を神体とする。大兵主神の正体については、八千戈命（大国主）、素盞嗚命、天鈿女命、天日槍命という説がある。
中世ごろから、穴師坐兵主神社が穴師上社、穴師大兵主神社が穴師下社と呼ばれるようになった。応仁の乱のときに若御魂神社と穴師上社の社殿が焼失したことから、この2社を穴師下社（大兵主神社）に合祀した。明治6年（1873年）に郷社に列し、昭和3年（1928年）に県社に昇格した。
摂社として、野見宿禰を祀る相撲神社があり、相撲の祖神として信仰されている。

## 交通アクセス
- JR西日本桜井線巻向駅から東へ徒歩30分